# José del Carmen
José del Carmen Gómez (ur. 20 czerwca 1917 w Cucunubá, zm. 21 kwietnia 1995 w Bogocie) – kolumbijski szermierz. Członek kolumbijskiej drużyny olimpijskiej w 1956 roku.